# Sant Genís de Fontanes
Sant Genís de Fontanes (localment, simplement Sant Genís) (['saɲʒə'nizdəfun'tanəs], oficialment en francès Saint-Génis-des-Fontaines) és un poble, cap de la comuna del mateix nom, de 2.752 habitants, de la comarca del Rosselló, a la Catalunya del Nord.

## Etimologia
El nom del poble procedeix del nom del monestir que s'establí en aquest lloc i a l'entorn del qual es formà el poble. Sant Genís n'era l'advocació i fontanes prové del llatí fons, fontis, font, en referència a un lloc amb moltes deus. La primera menció de la localitat es remunta al 819 com de Monasterium Sancti Genesii quod appellabat Fontanas. La forma Sant Genís de Fontaynes s'esmenta entre els S. XVI-XVIII i potser ha pervingut als nostres dies sota la forma oral de Fontaines ['fun'tajnəs] per modificació de la fontanyes (['fun'taɲəs] (cf. fogaina o foganya).

## Geografia

### Localització i característiques generals del terme

Situació de la comuna de Sant Genís de Fontanes en el Rosselló

El terme de Sant Genís de Fontanes, de 99.000 hectàrees d'extensió, és al límit de la comarca de l'Albera, amb la de la Plana del Rosselló, a la zona meridional de la comarca del Rosselló als peus del vessant septentrional de la Serra de l'Albera. El terme es configura a la plana de la riba dreta del Tec. És un terme bastant pla, amb tan sols una diferència de 78 metres entre el punt més baix i el més alt del seu territori.
Tota la meitat nord del terme està format pels cons de dejecció de diversos cursos d'aigua que tenen el seu origen en el vessant nord de la Serra de l'Albera: la Ribera de la Roca, a través del Rec de les Alberes i directament a l'extrem nord-est del terme, la Ribera de Vilallonga, que en deixar el terme de Sant Genís de Fontanes forma el Tanyarí.
Termes municipals limítrofs:
| Brullà                | Ortafà | Palau del Vidre  |
| Vilallonga dels Monts |        |                  |
|                       |        | La Roca d'Albera |

### El poble de Sant Genís de Fontanes

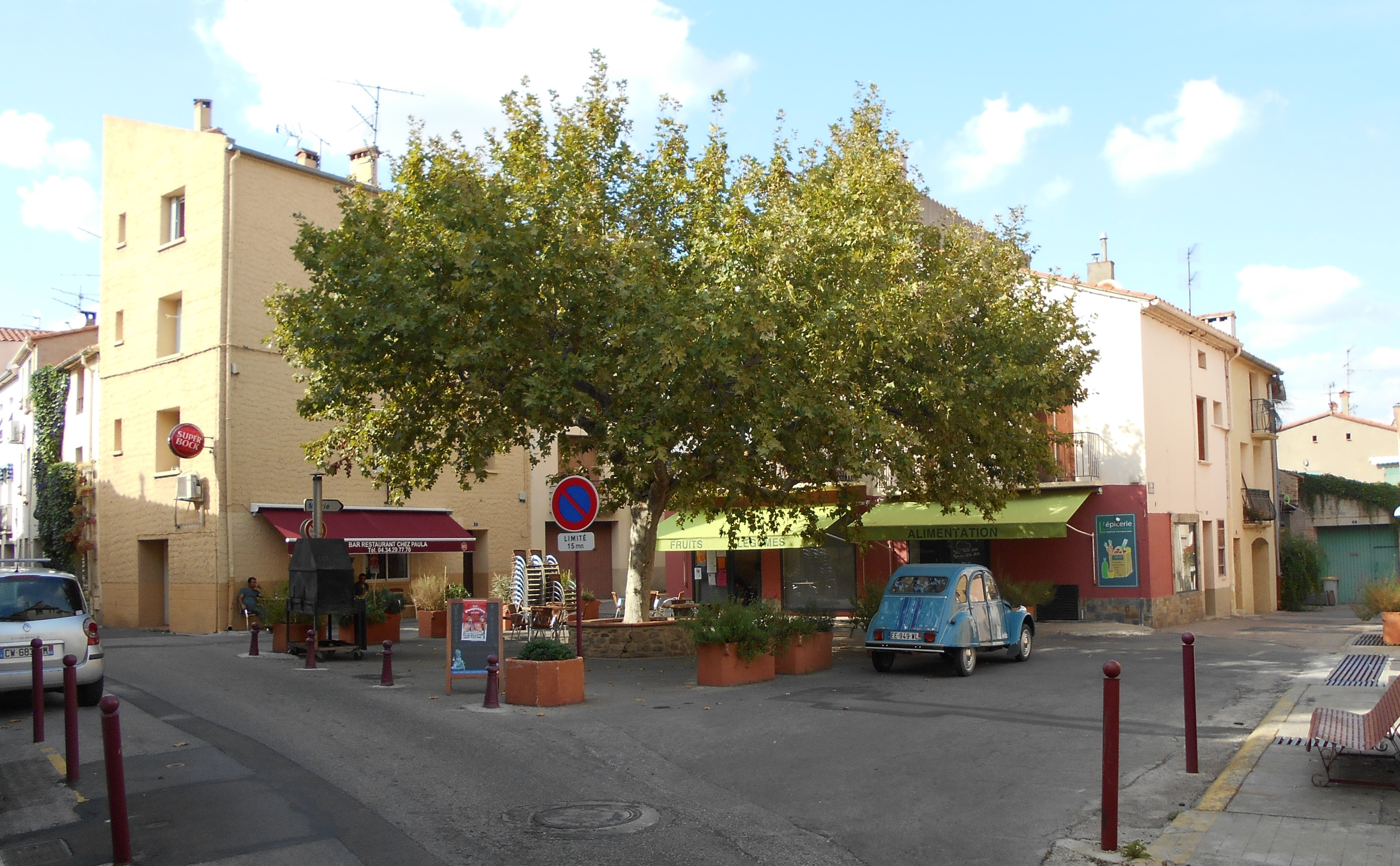
Plaça de la República

El poble es formà a la plana de la dreta del Tet a l'entorn del monestir que s'hi havia establert, que donà nom al poble, el monestir de Sant Genís de Fontanes, de l'orde de sant Benet, existent des del segle ix. En el poble hi havia hagut l'església de Sant Miquel; el seu lloc és avui ocupat per la Casa de la Vila.
Des del nucli primigeni, datable vers el segle xiii o XIV, Sant Genís de Fontanes va créixer amb els barris com ara Reixac i el Riberal, i urbanitzacions dels darrers 50 anys, com l'Echo i les Senioriales.
En els entorns del poble, actualment ja absorbits pel creixement del nucli urbà, es troben la Cava Cooperativa dels Vinyaters de l'Albera, el Cementiri, l'Estadi Andreu Sanac i el càmping de la Pineda.

### Cabanes

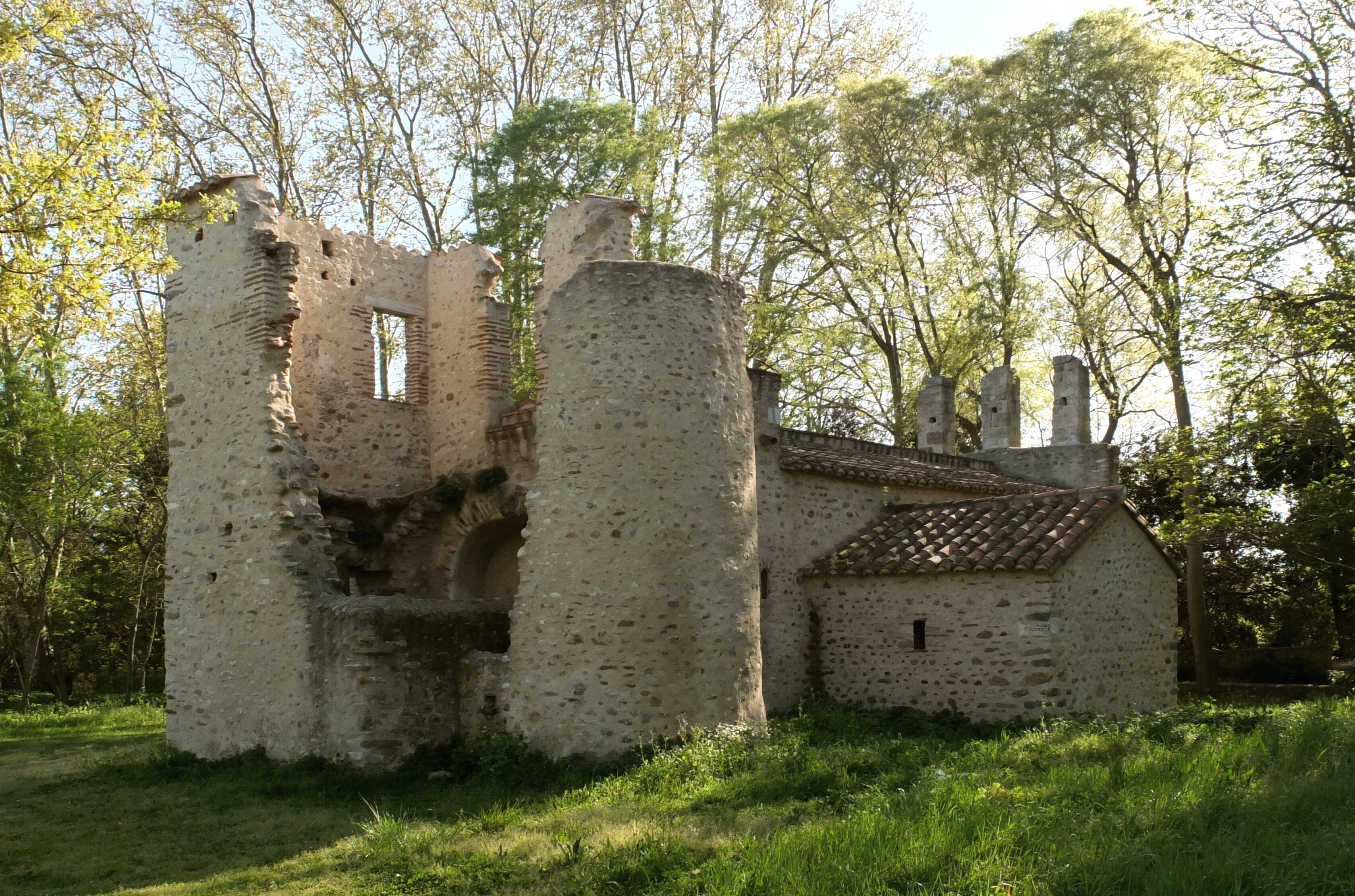
Capella de Cabanes.

L'antic poble de Cabanes és a prop de l'extrem nord del terme comunal. Una mica separada cap a llevant del veïnat es troba l'església preromànica de Santa Coloma de Cabanes. Formaven part d'un priorat benedictí que depenia de Sant Andreu de Sureda.

### Castell de Blès
Al nord-est del terme es troba l'antic veïnat de Castell de Blès, a prop del tritermenal entre Sant Genís de Fontanes, la Roca de l'Albera i Palau del Vidre.

### Les Garrigues
Al nord-est, al límit amb Palau del Vidre, hi havia hagut una prepositura també que depenia de Sant Andreu de Sureda.

### Els masos del terme
A part del poble i del veïnat de Cabanes, a Sant Genís de Fontanes es troba un petit nombre d'edificacions aïllades: dues anomenades Casot, sense complement, el Castell de Blès, el mas anomenat la Flotte, les Garrigues, el Mas Cribellet, el Mas de la Viscomta, el Mas Frere, el Mas Joan, el Mas Martí, el Mas Nivet, el Mas Puig, el Mas Roger, el Molí de Brullà i el Molí de l'Oli.

### Hidrografia
El terme de Sant Genís de Fontanes té d'una banda els cursos d'aigua que procedeixen dels termes veïns amb un relleu més muntanyós, com el Còrrec de Cabandes, el de la Prada, el de la Ruta de la Roca, el del Campaler, el de les Feixes, el de les Vernedes, el del Gran Riberal, o el Riberal Gran, el del Petit Riberal, o el Riberal Petit, la Ribera de la Roca, la Ribera de Vilallonga, el torrent anomenat el Riberal i el Tanyarí. D'altra banda, hi ha els canals d'irrigació característics de la plana rossellonesa, com l'Agulla de la Viscomta, l'Agulla de Cabanes, l'Agulla de la Colomina, el Rec de les Alberes, el Rec del Molí (Rec del Palau en els termes veïns), i el Rec de Palau.
A part cal esmentar la Font Sabiró, el Pou d'en Reixac i el Rentador. Cal destacar que en alguns d'aquests cursos d'aigua hi ha passallisos per passar a gual el curs d'aigua.

### Orografia
El terme de Sant Genís de Fontanes és molt pla. No té, per tant, mostres de relleu més enllà del Puig d'en Trilles, a l'extrem est. Es tracta d'un pla inclinat, que voreja els 30 m alt a l'extrem nord (26 és l'alçada mínima), i arriba als 102 a l'extrem sud-oest. El nucli de població és entre els 48 i els 70.

### El terme comunal
Les partides i indrets significatius del terme són l'Argentera, els Baixos de Cabanes, Cabanes, Camí de la Roca, Camí del Salitar, Camí de Palau, el Campaler, el Camp de l'Era, Castell de Blès, lloc abans anomenat Entre el Camí de Palau i la Madrona, la Colomina, la Colomina de Cabanes, el Convent, les Feixes, la Flotte, la Font, les Garrigues, Mas Frere, Mas Nivet, el Molí de Brulla, la Pedra Blanca, Pedra Llampada, el Piló del Molí de Brullà, el Piló del Salitar, la Prada, Puig d'en Trilles, Reixac, el Riberal, abans, la Madrona, la Sureda (àrea de lleure), la Siureda, la Teuleria, les Vernedes i la Viscomta, abans el Viscomte. Alguns són noms antics, ja en desús: l’Allée, Camí de Cabanes, Camí de Vilallonga, Entre les dues riberes, l'Hort d'en Bosc, el Nialguer, el Riberal Petit i Sant Antoni.

## Transport i comunicacions

### Carreteres
Creuen el terme de Sant Genís de Fontanes tres carreteres departamentals: la D2, la D618 i el traçat antic de l'anterior, que cap a l'oest rep el nom de Ruta del Voló i cap a l'est, Ruta d'Argelers. La carretera D - 2 (Argelers de la Marenda - D - 619, a Trevillac) travessa el terme d'est a oest. Per aquesta carretera, Sant Genís de Fontanes es comunica directament amb Argelers de la Marenda (8 km), Sureda (1), la Roca d'Albera (1), Brullà (8), Sant Joan la Cella (11), Vilamulaca (17), Forques (21), el trencall de Paçà (24), Montoriol (26), Queixàs (31), Sant Miquel de Llotes (37), Illa (42), Montalbà del Castell (45) i Trevillac (48) (els dos darrers ja a la Fenolleda, comarca occitana).
La D - 618 (El Voló - Argelers de la Marenda), enllaça aquestes dues poblacions directament, sense passar pels nuclis de població, amb els quals enllaça. Tanmateix, paral·lela pel sud a ella discorre la carretera antiga, que sí que passa pels nuclis de població o pel seu entorn immediat. Travessen aquestes dues carreteres el terme de Sant Genís de Fontanes, entre Vilallonga dels Monts i Sant Andreu de Sureda.

### Transports col·lectius per carretera
La línia 401 del servei departamental de Le bus à 1 €, d'Argelers de la Marenda a Ceret, passa per Sant Genís de Fontanes procedent d'Argelers de la Marenda, Sant Andreu de Sureda, Sureda i la Roca d'Albera. Després continua cap a Vilallonga dels Monts, Montesquiu d'Albera, el Voló, Morellàs i Ceret. Ofereix tres serveis diaris en cada direcció de dilluns a dissabte (tot i que el segon d'aquests serveis només va d'Argelers a Montesquiu d'Albera). No circula els dies festius. Per aquesta línia, Sant Genís de Fontanes és a tres quarts d'hora d'Argelers, a un quart d'hora de Sant Andreu de Sureda, a 10 minuts de Sureda i a 5 de la Roca d'Albera, a 5 de Vilallonga dels Monts, a un quart d'hora de Montesquiu d'Albera, a mitja hora del Voló, a tres quarts d'hora de Morellàs i a una hora de Ceret.
La línia 410/412 del mateix servei, de Perpinyà a Sant Genís de Fontanes, passa per Palau del Vidre, Elna i Argelers de la Marenda, abans de continuar cap a Sant Genís de Fontanes. De fet, és la 410 entre Perpinyà i Argelers de la Marenda, i la 412 la resta del trajecte. Ofereix servei quatre cops al dia de dilluns a dissabte, però no circula els dies de festa.
També hi passa la línia 413 del mateix servei, de Perpinyà a Vilallonga dels Monts, sortint del cap i casal rossellonès passa per Elna, Palau del Vidre, Argelers de la Marenda, Sant Andreu de Sureda, Sureda, la Roca de l'Albera, Vilallonga dels Monts, i encara, un sol servei diari, a Sant Genís de Fontanes.

### Camins
El terme de Sant Genís de Fontanes disposa de tot de camins que enllacen el poble amb els dels entorns, com el Camí d'Argelers, el Camí de la Roca, o Travessa de la Roca a Perpinyà, el Camí de Palau des de Sant Genís i un segon Camí de Palau des de Cabanes, el Camí de Sureda, el Camí de Vilaclara, el Camí Vell de Ceret, el Camí Vell de Ceret a Elna, el Camí de Vilallonga a Perpinyà, la Ruta d'Argelers, la Ruta de Brullà, abans Camí del Molí de Brulla, la Ruta de Ceret, la Ruta de la Roca, la Ruta Nova i la Travessa de Vilallonga.
Els camins interiors del terme són el Camí de Cabanes, o l'Allée, el Camí de la Creu, el Camí de l'Eco, el Camí del Mas d'en Rancura, el Camí del Molí, el Camí del Molí de Brullà des de Cabanes i el Camí del Salitar, o dels Horts del Salitar.

## Economia
El principal conreu del terme és la vinya, que ocupa tota la part no regada del terme, pràcticament del poble cap al sud. Cap al nord s'estén la part més plana, regada per les agulles i recs del terme, i es dedica principalment a l'horta, llevant d'un sector a prop del veïnat de Cabanes on l'aigua dels recs arriba poc i malament: en aquell sector hi ha també extensions importants de vinya. Gairebé tres quartes parts del terme contenen ceps dedicats principalment a vins de qualitat, de denominació d'origen controlada. Hi ha algunes extensions d'arbres fruiters, sobretot presseguers, albercoquers, cirerers i pomeres, i també d'hortalisses, que estan en progressió, amb escaroles, tomàquets, productes primerencs, julivert, pastanagues i enciams. Tot just una mica de cereals completen l'activitat agrícola.
D'altra banda, a Sant Genís de Fontanes hi ha una important Cava Cooperativa dels vinyaters de l'Albera, que acull vinyaters dels pobles dels voltants, una gran destil·leria, que, a més proporciona alcohol a partir de la rapa i la vinassa i adobs a partir dels residus, i empreses mitjans de construcció i activitats afins, com la producció d'elements metàl·lics. També s'hi dona extracció de graves i sorres de la llera del Tec, sovint considerada abusiva per haver fet baixar el nivell mitjà del cabal del riu i, com a conseqüència, l'enfonsament del pont d'Elna i l'aprofundiment de les rescloses dels recs.
El turisme és en creixement, en el terme de Sant Genís de Fontanes, amb la presència d'un càmping i diversos establiments hotelers.

## Història

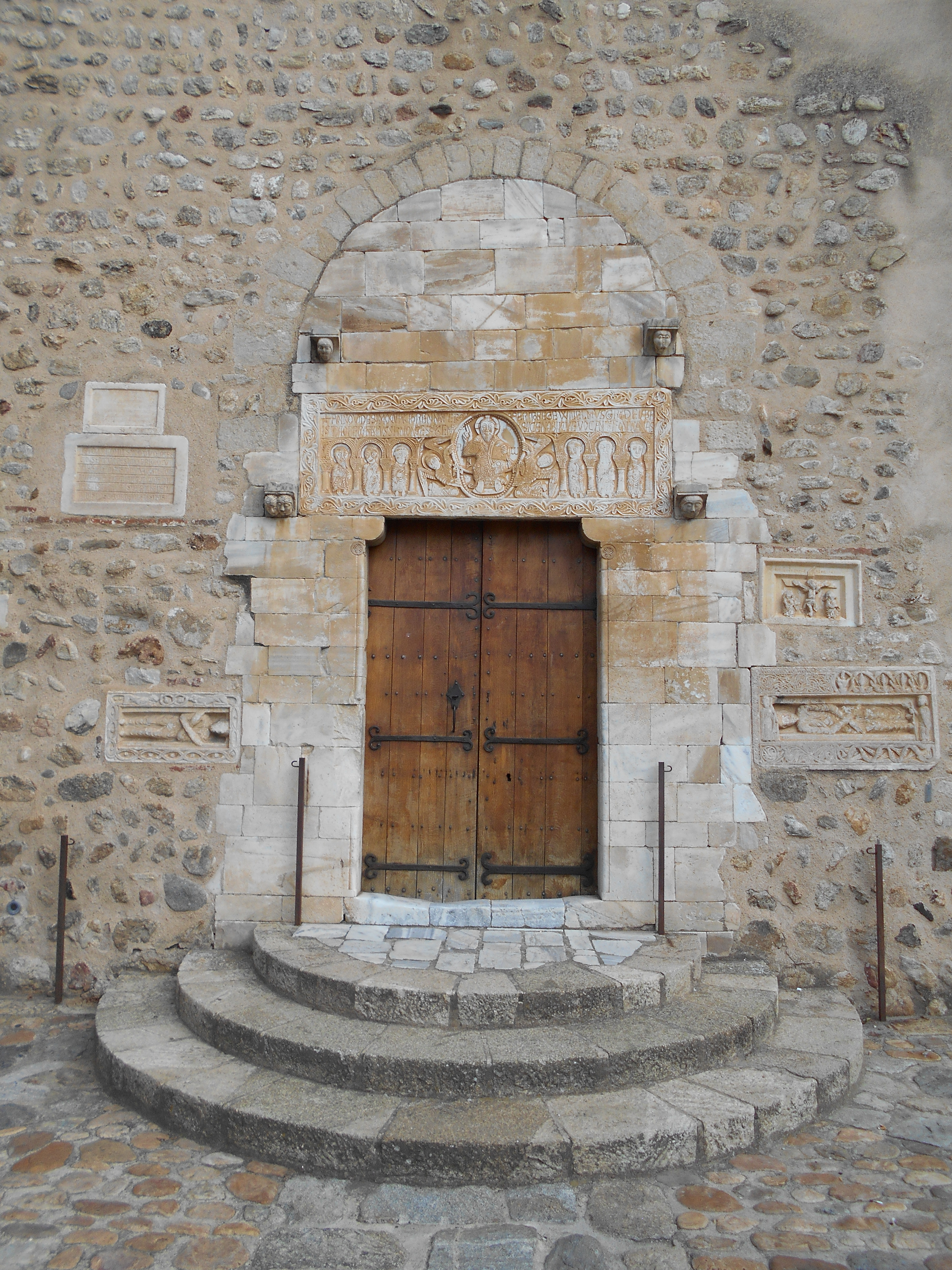
La portalada romànica del monestir que dona nom al poble

La història medieval de Sant Genís de Fontanes, així com la moderna, està totalment lligada a la història del monestir, del qual depenia la població i la major part del seu terme (llevat del sector de Cabanes, que depenia del monestir de Sant Andreu de Sureda).
El monestir va ser fundat a principis del segle ix pel monjo Sentimir. Assaric, el seu successor va aconseguir que el rei francès Lluís el Pietós li concedís el 819 la seva protecció i un precepte d'immunitat. Sembla que, entre el 858 i el 868, el cenobi fou atacat pels normands. Per mor d'aquesta destrucció, l'emperador Lotari va emetre el 9 de juliol del 981 un document en el qual ell es declarava benefactor i restaurador del monestir. A partir d'aquell moment les possessions del cenobi van anar augmentant fins a arribar a posseir propietats al Conflent i a la Cerdanya. El 1068 el comte Gausfred II del comtat del Rosselló va prendre el monestir sota la seva protecció.
La importància de Sant Genís es va perllongar durant els segles xiii i xiv, però el segle següent va començar a minvar.
A partir de 1507 el monestir benedictí fou unit al monestir de Montserrat. S'anaren succeint els abats procedents de Montserrat fins a la revolució francesa, moment a partir del qual es va acabar la vida monacal a Sant Genís. Mentrestant, però, la població ja havia anat fent la seva com a poble independent del monestir.

## Demografia

### Demografia antiga
La població està expressada en nombre de focs (f) o d'habitants (h)
| 19 f | 19 f | 14 f | 10 f | 7 f | 9 f | 22 f | 38 f | 49 f | 204 h | 49 f | 53 f |

Font: Pélissier, 1986.

### Demografia contemporània
| Evolució de la població |      |      |      |      |      |      |      |      |
| 1793                    | 1800 | 1806 | 1821 | 1831 | 1836 | 1841 | 1846 | 1851 |
| 142                     | 194  | 245  | 326  | 380  | 315  | 330  | 330  | 377  |

| 1856 | 1861 | 1866 | 1872 | 1876 | 1881 | 1886 | 1891 | 1896 |
| ---- | ---- | ---- | ---- | ---- | ---- | ---- | ---- | ---- |
| 360  | 380  | 371  | 360  | 419  | 537  | 637  | 724  | 730  |

| 1901 | 1906 | 1911 | 1921 | 1926 | 1931 | 1936 | 1946 | 1954 |
| ---- | ---- | ---- | ---- | ---- | ---- | ---- | ---- | ---- |
| 791  | 809  | 821  | 812  | 706  | 757  | 751  | 744  | 763  |

| 1962 | 1968  | 1975  | 1982  | 1990  | 1999  | 2007  | 2008  | 2012  |
| ---- | ----- | ----- | ----- | ----- | ----- | ----- | ----- | ----- |
| 929  | 1.051 | 1.107 | 1.298 | 1.744 | 2.419 | 2.783 | 2.792 | 2.748 |

| 2013  |
| ----- |
| 2.752 |

Fonts: Ldh/EHESS/Cassini fins al 1999, després INSEE a partir deL 2004

### Evolució de la població

Població 1962-2008

## Administració i política

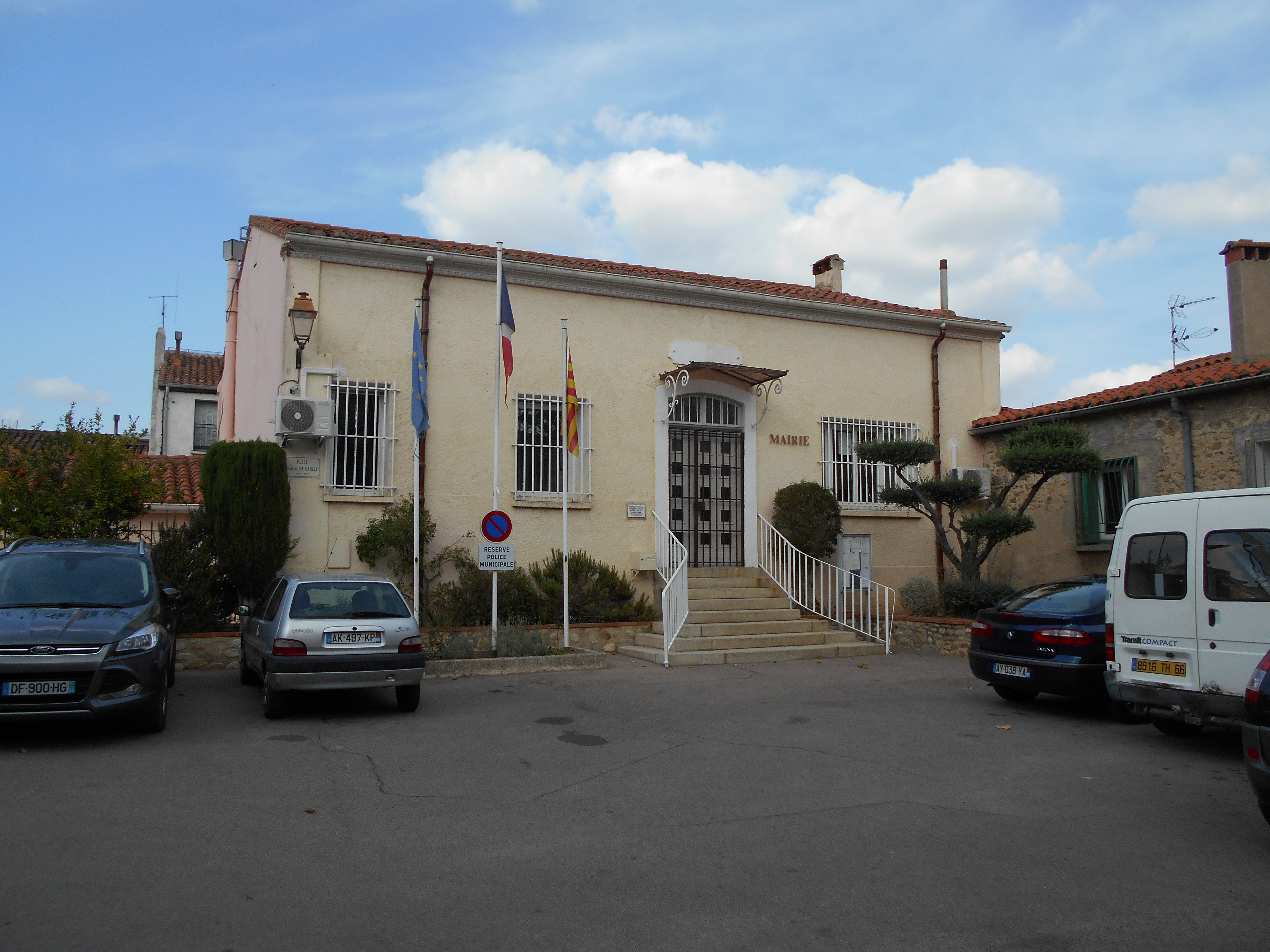
La Casa del Comú

### Batlles[11]
| Període                       | Nom              | Opció política | Comentaris |
| ----------------------------- | ---------------- | -------------- | ---------- |
| Març del 2001 - Març del 2006 | Michel Berdaguer | UMP            |            |
| Des del març del 2006         | Raymond Lopez    | DVD            |            |

### Legislatura 2014 - 2020

#### Batlle
- Raymond Lopez.

#### Adjunts al batlle[13]
- 1a: Nathalie Regond-Planas
- 2a: Monique Masgrau
- 3r: Jean Laurent
- 4a: Antoinette Sanchez.

#### Consellers municipals
- Marcelle Reixach
- Francine Aznar
- Thérèse Wassner
- Henri Sabaté
- André Costard
- Christian Jasinski
- Francis Berthelier
- Hervé Cribeillet
- Aurélie Sirjean
- Sandra Serres
- Claude Lobjoit
- Annick Gayton
- Laurent Counord
- Nicole Gardez-Espinet
- Sylvia Mion
- Jacques Pelet
- Sonia Jacob
- Jean-Jacques Combes.

### Adscripció cantonal

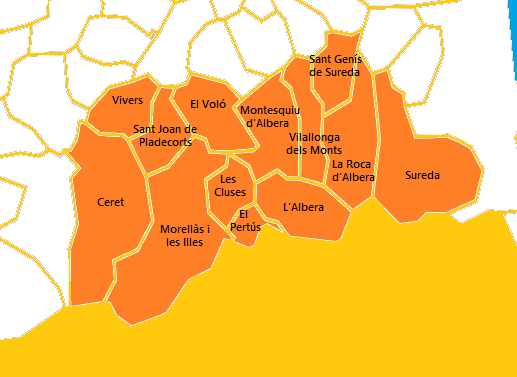
Mapa del Cantó de Vallespir - Albera

A les eleccions cantonals del 2015 la Roca d'Albera ha estat inclòs en el cantó denominat Vallespir - Albera, amb capitalitat a la vila vallespirenca de Ceret, i amb la vila rossellonesa del Voló i els pobles del Vallespir de l'Albera, les Cluses, Morellàs i les Illes, el Portús, Sant Joan de Pladecorts, i els del Rosselló de Montesquiu d'Albera, la Roca d'Albera, Sant Genís de Fontanes, Sureda, Vilallonga dels Monts i Vivers. Hi han estat escollits com a consellers departamentals Martine Rolland, del Partit Socialista, vicepresident del Consell departamental, i Robert Garrabé, també del Partit Socialista, batlle de Sant Joan de Pladecorts i vicepresident del Consell departamental.

### Serveis comunals mancomunats
Sant Genís de Fontanes forma part de la Comunitat de comunes de les Alberes, Costa Vermella i d'Illiberis, amb capitalitat a Argelers, juntament amb Argelers, Bages de Rosselló, Banyuls de la Marenda, Cervera de la Marenda, Cotlliure, Elna, Montesquiu d'Albera, Ortafà, Palau del Vidre, Portvendres, la Roca d'Albera, Sant Andreu de Sureda, Sant Genís de Fontanes, Sureda i Vilallonga dels Monts.

## Ensenyament i cultura

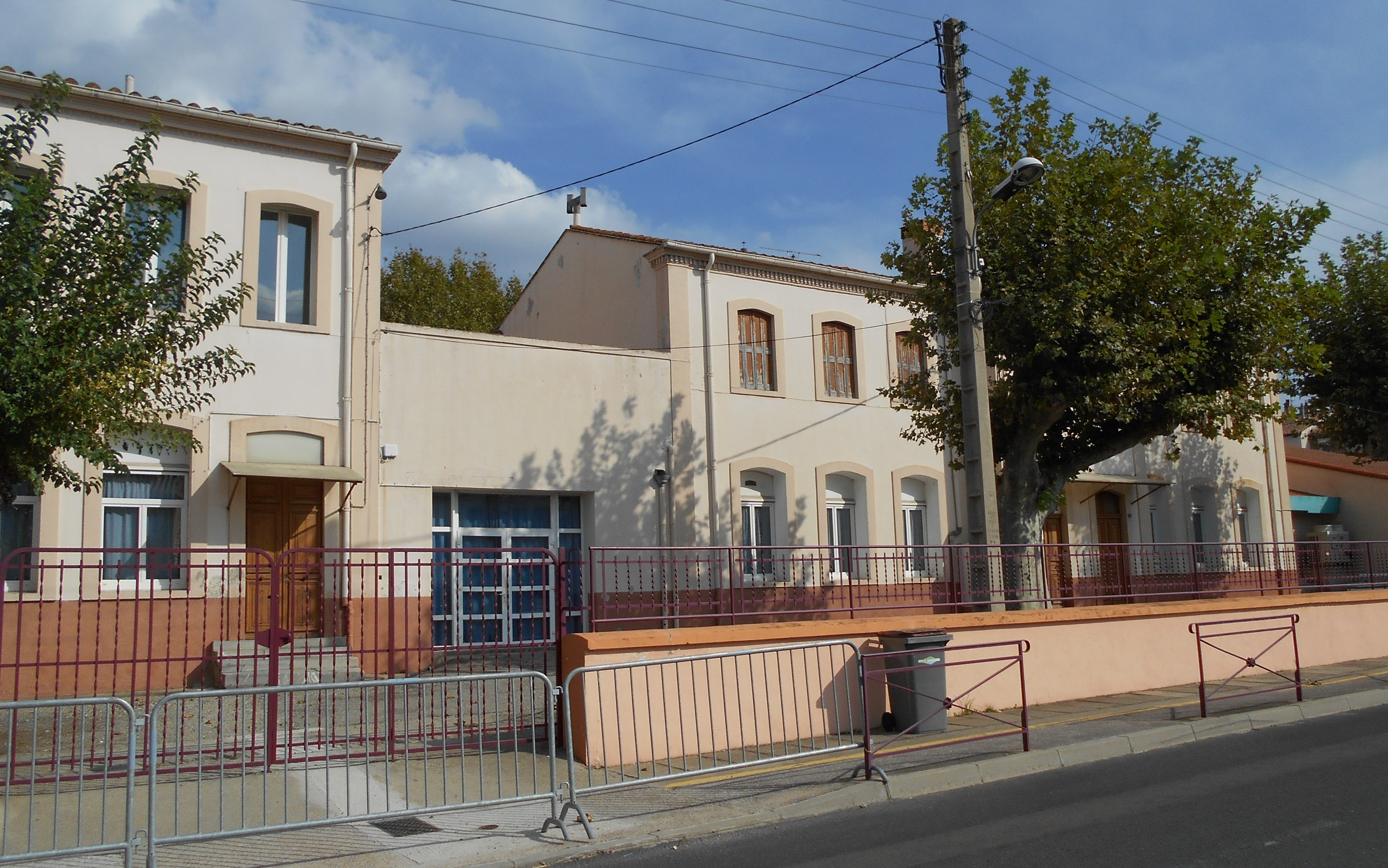
L'escola de les Platanes

Els habitants de Sant Genís de Fontanes compten amb dos centres d'ensenyament: l'Escola Maternal Pierre Brossolette i l'Escola Elemental, o Primària, les Platanes. Per a continuar estudis, els nois i noies del poble solen anar a cursar secundària al Col·legi Pierre Mendès-France de Sant Andreu de Sureda o batxillerat al Liceu Déodat de Severac de Ceret o al Christian Bourquin d'Argelers de la Marenda. El batxillerat tècnic es pot cursar al Liceu de Vilallonga dels Monts.

## Persones il·lustres
- Joan-Pere Pujol (1946-), escriptor, militant catalanista, autor de llibres sobre l'esoterisme i el catalanisme
- Enric Frère (1908 - 1986), artista, escultor i pintor, i professor de castellà